# Jaco Van Dormael
Jaco Van Dormael (Ixelles, 9 de fevereiro de 1957) é um cineasta, dramaturgo e roteirista belga.